# (36372) 2000 OD16
2000 OD16 (asteroide 36372) é um asteroide da cintura principal. Possui uma excentricidade de 0.20238010 e uma inclinação de 2.31171º.
Este asteroide foi descoberto no dia 23 de julho de 2000 por LINEAR em Socorro.